# Rubem Fonseca
Rubem Fonseca (n. 11 mai 1925, Juiz de Fora, Minas Gerais, Brazilia – d. 15 aprilie 2020, Rio de Janeiro, Rio de Janeiro, Brazilia) a fost un scriitor brazilian.

## Viață și carieră
S-a născut în Juiz de Fora, în statul Minas Gerais, dar a trăit cea mai mare parte a vieții în Rio de Janeiro. În 1952, și-a început cariera ca polițist de grad inferior și, mai târziu, a devenit comisar de poliție, unul dintre cele mai înalte grade din poliția civilă din Brazilia. Urmând pașii romancierului american Thomas Pynchon, un prieten apropiat al lui Fonseca, el a refuzat să acorde interviuri și a ținut foarte mult la păstrarea intimității sale.
Poveștile sale sunt întunecate și murdare, pline de violență și conținut sexual și, de obicei, plasate într-un mediu urban. El susținea că un scriitor ar trebui să aibă curajul de a arăta ceea ce majoritatea oamenilor se tem să spună. Opera sa este considerată revoluționară în literatura braziliană, care până atunci se concentra mai ales pe medii rurale și trata de obicei orașele cu mai puțin interes. Aproape toți scriitorii brazilieni contemporani recunosc importanța lui Fonseca. Autorii din generația în ascensiune a scriitorilor brazilieni, precum Patrícia Melo sau Luiz Ruffato⁠(d), au declarat că scrierile lui Fonseca le-au influențat opera.
Și-a început cariera scriind nuvele, considerate de unii critici drept cele mai puternice creații ale sale literare. Primul său roman popular a fost A Grande Arte⁠(d) (Artă înaltă), dar „Agosto” este de obicei considerată cea mai bună lucrare a sa. Un personaj recurent în cărțile lui Fonseca este avocatul-detectiv Mandrake.
În 2003, a câștigat Premiul Camões, considerat a fi cel mai important premiu în limba portugheză.
În 2012, a devenit primul laureat al Premiului Narativ Ibero-American Manuel Rojas din Chile.
A murit la Rio de Janeiro în aprilie 2020, la vârsta de 94 de ani, cu doar 26 de zile înainte de a împlini 95 de ani.

## Lucrări (selecție)

#### Romane și nuvele
- O Caso Morel (1973)
- A Grande Arte (1983)
- Bufo & Spallanzani (1986)
- Vastas Emoções e Pensamentos Imperfeitos (1988)
- Agosto (1990)
- O Selvagem da Ópera (1994)
- Do Meio do Mundo Prostituto Só Amores Guardei ao Meu Charuto (1997, novelă)
- O doente Molière (2000, novelă)
- Diário de um Fescenino (2003)
- Mandrake: A Bíblia ea Bengala (2005, novelă)
- O Seminarista (2009)
- José (2011)

#### Colecții de povestiri și antologii
- Os Prisioneiros (1963)
- A Coleira do Cão (1965)
- Lúcia McCartney (1967)
- Feliz Ano Novo (1975)
- O Homem de Fevereiro sau Março (1973)
- O Cobrador (1979)
- Romance Negro e Outras Histórias (1992)
- Contos Reunidos (1994)
- O Buraco na Parede (1995)
- Romance Negro, Feliz Ano Novo e Outras Histórias (1996)
- Histórias de Amor (1997)
- Confraria dos Espadas (1998)
- Secreções, Excreções e Desatinos (2001)
- Pequenas Criaturas (2002)
- 64 Contos de Rubem Fonseca (2004)
- Ela e Outras Mulheres (2006)
- Axilas e Outras Histórias Indecorosas (2011)
- Histórias Curtas (2015)